# Darts
The Darts var en musikgruppe fra England. Gruppen blev dannet i 1976 af Den Hegarty sammen med Griff Fender, Rita Ray og Horatio Hornblower, som alle var tidligere medlemmer af bandet Rocky Sharpe and the Razors. Derudover kom Thump Thompson, George Currie og John Dummer, alle tidligere medlemmer af John Dummer's Blues Band, og Hammy Howell og Bob Fish, der tidligere var forsanger i Mickey Jupp.
Igennem mange jobs på klubber og universiteter fik de opbygget en stor følgeskare, men deres gennembrud kom i oktober 1976, da de var på BBC Londons radioshow med Charlie Gillet. Det sikrede dem en pladekontrakt med Magnet Records, som satte dem sammen med producer Tommy Boyce – bl.a. producer for The Monkees. 
Med vægten lagt på 50’er Rock’n’Roll genren ramte de hitlisterne med et medley af The Rsy’s ”Daddy Cool” og Little Richards ”The Girl Can’t Help It” (begge originalt fra 1957) og senere ”Come Back My Love” (The Wrens, 1955) og mindre kendt ”The Boy From New York City” (The Ad Libs, 1965). Alle tre ramte nr. 2 på UK Single Chart og solgte tilsammen over 1,25 millioner eksemplarer.